# Ammon (Idaho)
Ammon es una ciudad ubicada en el condado de Bonneville en el estado estadounidense de Idaho. En el año 2010 tenía una población de 13.816 habitantes y una densidad poblacional de 1817,89 personas por km². Se encuentra sobre el curso alto del río Snake, el principal afluente del río Columbia.

## Geografía

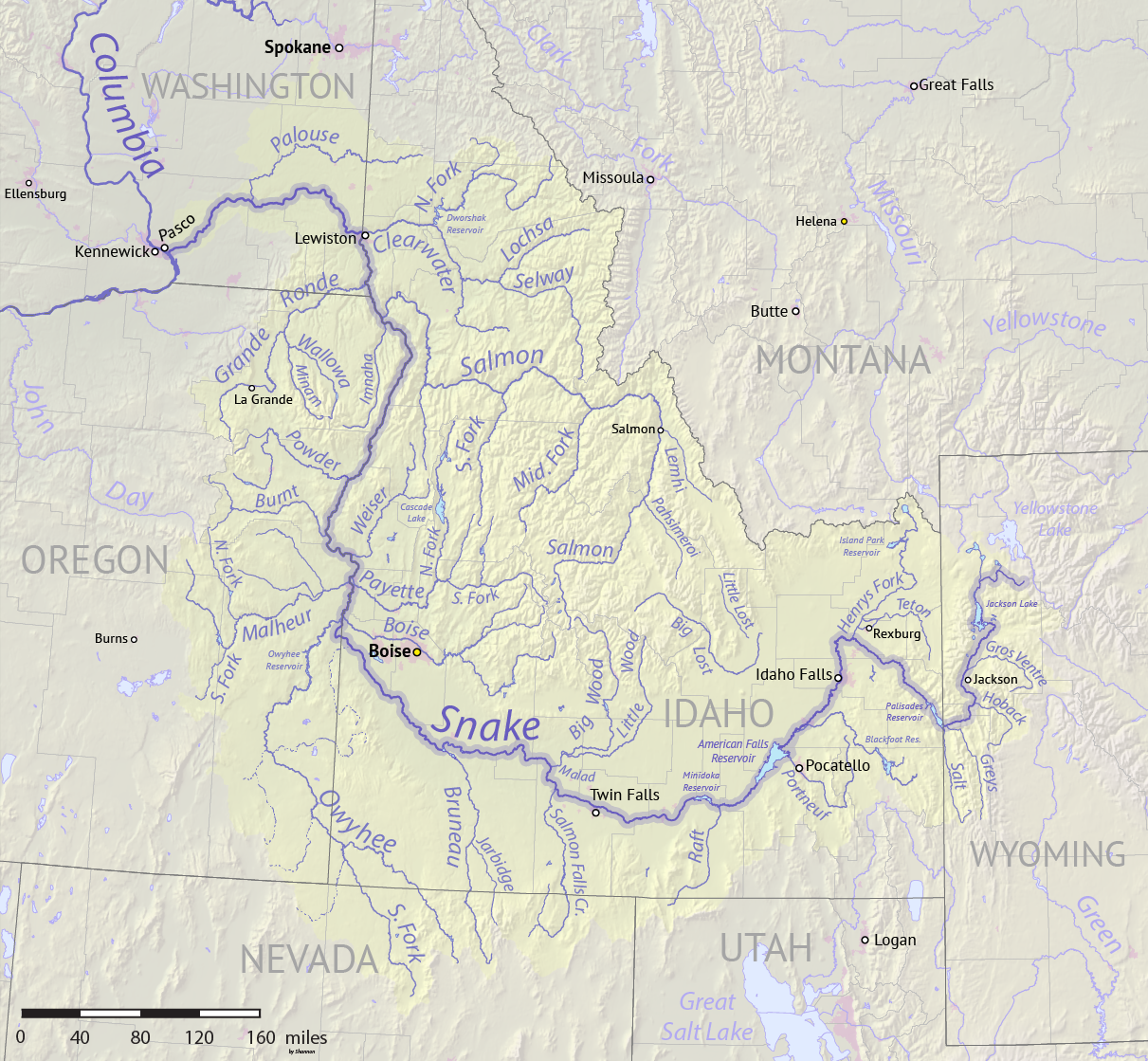
Mapa del río Snake donde aparece Ammon sobre el curso alto del río, a la derecha

Ammon se encuentra ubicado en las coordenadas 43°28′35″N 111°58′5″O / 43.47639, -111.96806. Según la Oficina del Censo, la localidad tiene un área total de 7,6 km² (2,9 mi²), de la cual 7,6 km² (2,9 mi²) es tierra y 0 km² (0 mi²) (0.0%) es agua.

## Demografía
En el 2000 la renta per cápita promedia del hogar era de $47,820, y el ingreso promedio para una familia era de $51,544. En 2000 los hombres tenían un ingreso per cápita de $41,126 contra $21,301 para las mujeres. El ingreso per cápita para la localidad era de $16,535. Alrededor del 5.6% de la población estaba bajo el umbral de pobreza nacional.